# Mike Taylor (basket-ball, 1986)
Pour les articles homonymes, voir Taylor et Mike Taylor.
Mike Taylor (né le 21 janvier 1986 à Chicago, Illinois) est un joueur américain de basket-ball, évoluant au poste de meneur.
Taylor dispute une saison en NCAA à l'université d'État de l'Iowa (en 2006-2007), étant meilleur marqueur avec 16,0 points par match. Cependant, il est écarté de l'équipe en juillet 2007 après une série de démêlés avec la justice.
Lors de la saison 2007-2008, il intègre les rangs de l'équipe de Idaho Stampede en NBA Development League, avec des statistiques de 14,5 points par match en 39 rencontres.Taylor est sélectionné au 55e rang de la draft 2008 par les Trail Blazers de Portland, devenant le premier joueur de l'histoire de la NBA à être drafté dans la D-League. Cependant, il est transféré aux Clippers de Los Angeles la nuit de la draft dans un échange contre un futur second tour de draft et signe un contrat avec l'équipe le 15 juillet.
Mike Taylor est coupé de l'effectif des Clippers de Los Angeles le 31 juillet 2009. Il intègre ensuite les Grizzlies de Memphis et participe avec cette équipe à six matchs de pré-saison. Il est finalement coupé de l'effectif, le 22 octobre 2009. Mike Taylor a rejoint l'équipe de l'Étoile rouge le 20 novembre 2009 en remplacement de Maurice Bailey.
En décembre 2020, il signe en faveur du Stade nabeulien.